# Wil tot leven
De wil tot leven is een van de grondbegrippen van de filosofie van Arthur Schopenhauer.
Hij werkte deze idee uit in zijn hoofdwerk Die Welt als Wille und Vorstellung. In dit werk betoogt hij, dat het Ding an sich (vgl. Immanuel Kant) bezield wordt door een gedetermineerde wil tot leven.
Schopenhauers filosofie is van grote invloed geweest op het werk van onder anderen Richard Wagner en Friedrich Nietzsche. Bij Nietzsche is de doorwerking van Schopenhauers ideeën onder meer zichtbaar in de (volgens hem) fundamentele wil tot macht.
De wil tot leven kan diepgaand zijn, zo kan de wil tot leven beïnvloed worden door interne factoren psychische toestand waar iemand in verkeert, maar ook in de lichamelijke toestand waar iemand in verkeert. De wil tot leven kan ook beïnvloed worden door externe factoren, zoals de gebeurtenissen in het leven van de persoon. 
De wil tot leven is daarom ook een complex vraagstuk waar veel mensen zich mee bezig houden in het dagelijks leven. 